# Sân vận động Lebak Bulus
Sân vận động Lebak Bulus là một sân vận động bóng đá ở Jakarta, Indonesia. Sân có sức chứa 12.500 chỗ ngồi và có thể mở rộng sức chứa từ 15.000 người cho đến 25.000 người. Sân được sử dụng chủ yếu cho các trận đấu bóng đá. Sân vận động đã tổ chức các trận đấu bảng F của Vòng loại giải vô địch bóng đá U-16 châu Á 2008 và các trận đấu bảng B của môn bóng đá nam tại Đại hội Thể thao Đông Nam Á 2011. Sân vận động đã bị phá hủy vào năm 2013 để xây dựng một nhà ga thuộc hệ thống MRT Jakarta.